# Hermann Eugen Benrath

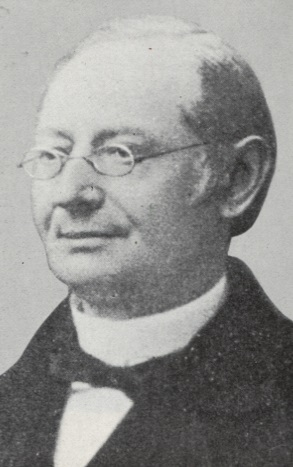
Hermann Eugen Benrath

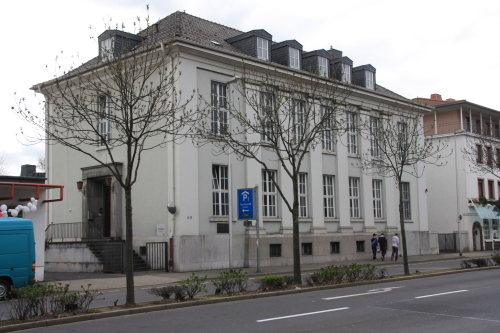
Die frühere Schule

Hermann Eugen Benrath (* 10. Januar 1812 in Stolberg; † 31. Dezember 1893 in Düren), Spitzname Uhm von Ohm (Oheim), war ein deutscher Schullehrer und Schulbuchautor.
Benraths Eltern waren der Lehrer Daniel Isaac Benrath († 26. September 1834) und Johanna Benrath geborene Schombart († 2. Dezember 1849). Am 7. Oktober 1835 heiratete er in Düren seine Kollegin Johanna Wetzel (* 14. November 1809 in Prenzlau; † 10. November 1887 in Düren). Die Eheleute hatten sechs Kinder. 
Die Elementarschule besuchte er in seinem Geburtsort Stolberg. Er bildete sich bei Johann Wilhelm Meigen weiter. Von 1829 bis 1832 besuchte er das evangelische Schullehrer-Seminar in Neuwied. 
Benrath arbeitete ab dem 1. Oktober 1832 an der evangelischen „Privat-Familien-Schule“ in Düren, heute Sitz des Dürener Ordnungsamtes in der Schenkelstraße 6–8. Später teilte sich die Schule in eine zweiklassige Elementarschule, eine höhere Töchterschule mit zwei Klassen und einer dreiklassigen Bürgerschule auf. Hermann Eugen Benrath wurde am 6. Dezember 1857 Rektor der Schulen. Am 1. April 1884 trat er in den Ruhestand. 
Durch eine Spendensammlung bei den Schülern und den Ehemaligen kamen 24.000 Mark zusammen. Damit schuf der Düsseldorfer Kunstmaler Caspar Scheuren eine Gedenktafel zum 50-jährigen Dienstjubiläum am 1. Oktober 1882.

## Schriften
- Cours d'orthogaphe française. Leipzig 1841 (Lehrbuch für den Französischunterricht).